# Блерсвілл (Пенсільванія)
Блерсвілл (англ. Blairsville) — місто (англ. borough) в США, в окрузі Індіана штату Пенсільванія. Населення — 3214 особи (2020).

## Географія
Блерсвілл розташований за координатами 40°25′57″ пн. ш. 79°15′36″ зх. д. / 40.43250° пн. ш. 79.26000° зх. д. (40.432490, -79.259882).  За даними Бюро перепису населення США в 2010 році місто мало площу 3,66 км², уся площа — суходіл.

## Демографія
Згідно з переписом 2010 року, у селищі мешкало 3412 осіб у 1567 домогосподарствах у складі 906 родин. Густота населення становила 931 особа/км².  Було 1772 помешкання (484/км²).
Расовий склад населення:
| - 95,1 % — білих - 2,3 % — чорних або афроамериканців - 0,7 % — азіатів - 0,3 % — корінних американців - 0,1 % — вихідців з тихоокеанських островів |

До двох чи більше рас належало 1,2 %. Частка іспаномовних становила 1,2 % від усіх жителів.
За віковим діапазоном населення розподілялося таким чином: 19,3 % — особи молодші 18 років, 60,8 % — особи у віці 18—64 років, 19,9 % — особи у віці 65 років та старші. Медіана віку мешканця становила 43,2 року. На 100 осіб жіночої статі у селищі припадало 97,3 чоловіків;  на 100 жінок у віці від 18 років та старших — 93,6 чоловіків також старших 18 років.
Середній дохід на одне домашнє господарство  становив 54 798 доларів США (медіана — 41 089), а середній дохід на одну сім'ю — 72 835 доларів (медіана — 66 125). Медіана доходів становила 41 422 долари для чоловіків та 35 500 доларів для жінок. За межею бідності перебувало 11,9 % осіб, у тому числі 13,1 % дітей у віці до 18 років та 12,7 % осіб у віці 65 років та старших.
Цивільне працевлаштоване населення становило 1449 осіб. Основні галузі зайнятості: освіта, охорона здоров'я та соціальна допомога — 29,7 %, науковці, спеціалісти, менеджери — 12,5 %, виробництво — 12,1 %.